# Melissa Broder
Melissa Broder (geboren 1979) ist eine US-amerikanische Schriftstellerin. 

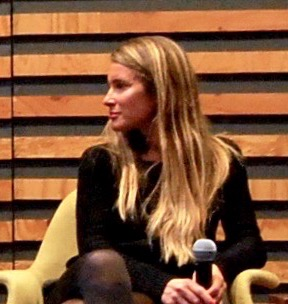
Melissa Broder (2017)

## Leben
Melissa Broder wuchs in Bryn Mawr, Pennsylvania auf und besuchte dort die Baldwin School. Sie studierte Englisch an der Tufts University und graduierte im Jahr 2001. Sie zog nach San Francisco und im Alter von 25 Jahren nach New York City. Broder arbeitete als Lektorin bei Penguin Books und belegte Abendkurse in Dichtung am City College of New York mit einem MFA-Abschluss. Später zog sie nach Los Angeles und lebt im Stadtteil Venice.  
Broder veröffentlichte Gedichte in verschiedenen literarischen Zeitschriften und Magazinen. Sie  gewann 2017 einen Pushcart Prize für das Gedicht „Forgotten Sound“ aus dem Gedichtband „Last Sext“. Seit 2012 betreibt sie den Twitter-Account „So sad today“, der 2021 eine Million Follower zählte.  Broder veröffentlichte 2018 ihren ersten Roman.

## Werke
- When You Say One Thing But Mean Your Mother. Lyrik. Ampersand Books, 2010
- Meat Heart. Lyrik. Publishing Genius, 2012
- Scarecrone. Lyrik. Publishing Genius, 2014
- Last Sext. Lyrik. Tin House, 2016
- So Sad Today. Essays. Grand Central, 2016
- The Pisces. Penguin Random House, 2018
  - Fische. Roman. Übersetzung Eva Bonné. Berlin : Ullstein, 2018
- Superdoom: Selected Poems. Tin House, 2021
- Milk Fed. Simon and Schuster, 2021
  - Muttermilch : Roman. Übersetzung Karen Gerwig. Berlin : Claassen, 2021